# Bad Kissingen (stacja kolejowa)
Bad Kissingen (niem: Bahnhof Bad Kissingen) – czołowa stacja kolejowa w Bad Kissingen, w regionie Bawaria, w Niemczech. Posiada zabytkowy budynek dworca z tzw Królewskim salonem, jedynym tego typu wciąż istniejącym obiektem w Bawarii.
"Wojna prusko-austriacka" z 1866 ze względu na brak połączenia kolejowego ujawniła poważne braki logistyczne w Bad Kissingen, dlatego król Ludwik II Wittelsbach w dniu 9 stycznia 1867 zatwierdził budowę linii kolejowej sieci kolejowej.

## Opis
Początkowo stacja była planowana jako przelotowa, dla pociągów między Gemünden i Schweinfurt oraz Bad Neustadt an der Saale. Plany te nie zostały zrealizowane i jest stacją czołową. Jest ona używana do przewozów towarowych i regionalnych pasażerskich na linii Gemünden – Ebenhausen, i pociągów Erfurter Bahn między Hammelburg i Schweinfurt. Co dwie godziny kursują pociągi Regional-Express do Würzburga.

## Linie kolejowe
- Gemünden – Ebenhausen